# Code de procédure pénale (Tunisie)
Pour les autres articles nationaux ou selon les autres juridictions, voir Code de procédure pénale.
Ne doit pas être confondu avec Code pénal.
Lire en ligne

DCAF Tunisie

Le code de procédure pénale est le code qui regroupe les normes législatives relatives à la procédure pénale en droit tunisien.

## Histoire
Le premier code de procédure pénale voit le jour en 1907 pendant le protectorat français, sous le règne de Naceur Bey.
Il est remplacé par un nouveau code de procédure pénale promulgué par le décret beylical du 30 décembre 1921 et entré en vigueur le 1er mars 1922,.
Le code actuel lui succède après la promulgation par Habib Bourguiba de la loi no 68-23 du 24 juillet 1968 portant refonte du code de procédure pénale, publiée dans le Journal officiel de la République tunisienne no 31 des 26-30 juillet 1968.
La loi no 2016-05 du 16 février 2016, votée par la Ire législature de l'Assemblée des représentants du peuple et entrée en vigueur le 1er juin de la même année, intègre de grandes avancées dans le code de procédure pénale tels que le droit à un avocat et la réduction de la durée de la garde à vue.

## Présentation
Le code de procédure pénal se présente comme suit :